# Centre de toxicologie Maria
Le centre de toxicologie Maria (en suédois : Maria beroendecentrum) est une clinique universitaire spécialisée en addictologie située dans le quartier de Södermalm à Stockholm en Suède.

## Présentation
Le centre de toxicologie Maria est situé au Wollmar Yxkullsgatan 25 à Södermalm. 
La clinique traite les adultes (de plus de 18 ans) ayant des problèmes de dépendance. 
Il y a à la fois un service d'urgences et des soins ambulatoires.
Le Centre de toxicologie appartient au secteur psychiatrique du Conseil du comté de Stockholm. 
Ce secteur comprend également six cliniques psychiatriques générales et une clinique de psychiatrie pour enfants et adolescents à l'échelle du comté.

## Organisation
Le centre compte plus de 800 employés, dont 80 médecins spécialistes, 200 infirmières spécialisées, 200 aides-soignantes, 35 psychologues et une vingtaine personnes avec d'autres spécialités.
E
Le centre comprend 65 unités différentes et aide environ 30 000 personnes chaque année. 
Plus de 50 d'entre elles sont des cliniques régionales spécialisées, avec des médecins spécialistes, des infirmières, des aides-soignantes et la possibilité de faire appel à un psychologue. Les cliniques spécialisées desservent les résidents d'une zone de 8 000 à 100 000 habitants (généralement un quartier ou une municipalité) et fonctionnent généralement dans des locaux partagés avec l'unité de toxicomanie de l'administration locale.
En outre, il existe des cliniques spécialisées, par exemple, dans les soins aux femmes avec de jeunes enfants, aux femmes enceintes, aux jeunes, dans le traitement à la méthadone, dans la dépendance aux sédatifs et aux analgésiques ou dans la prévention. Il existe également une clinique pour les jeunes mineurs, avec une clinique, un service de soins aigus et un service, ainsi qu'une dizaine d'autres cliniques spécialisées pour les jeunes.
Le centre dispose d'un service de soins aigus avec un service d'admission associé, ainsi que de services supplémentaires pour le traitement des alcooliques et des toxicomanes. La clinique mène également des activités de recherche et d’enseignement en collaboration avec l’Institut Karolinska.

## Galerie

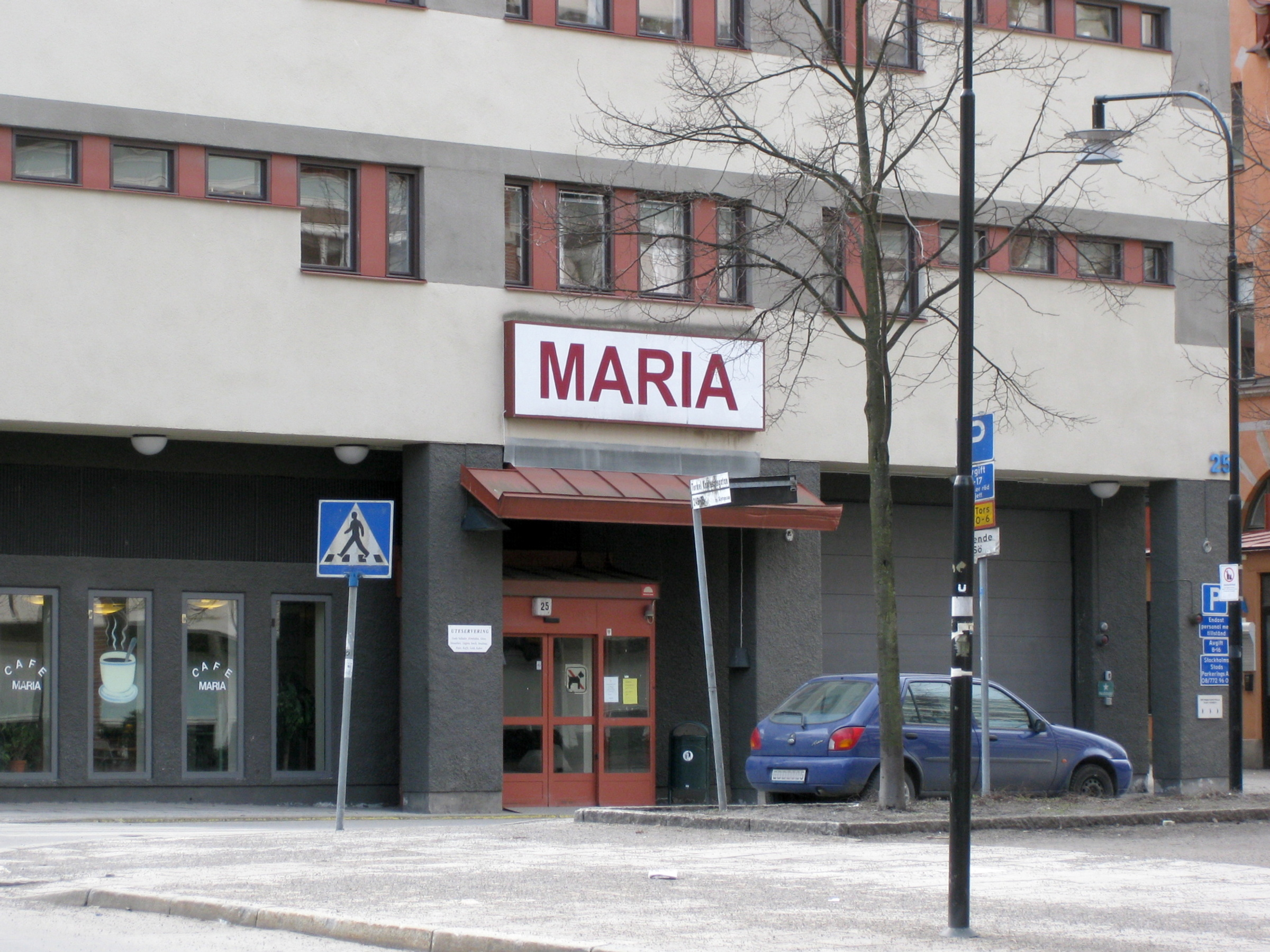
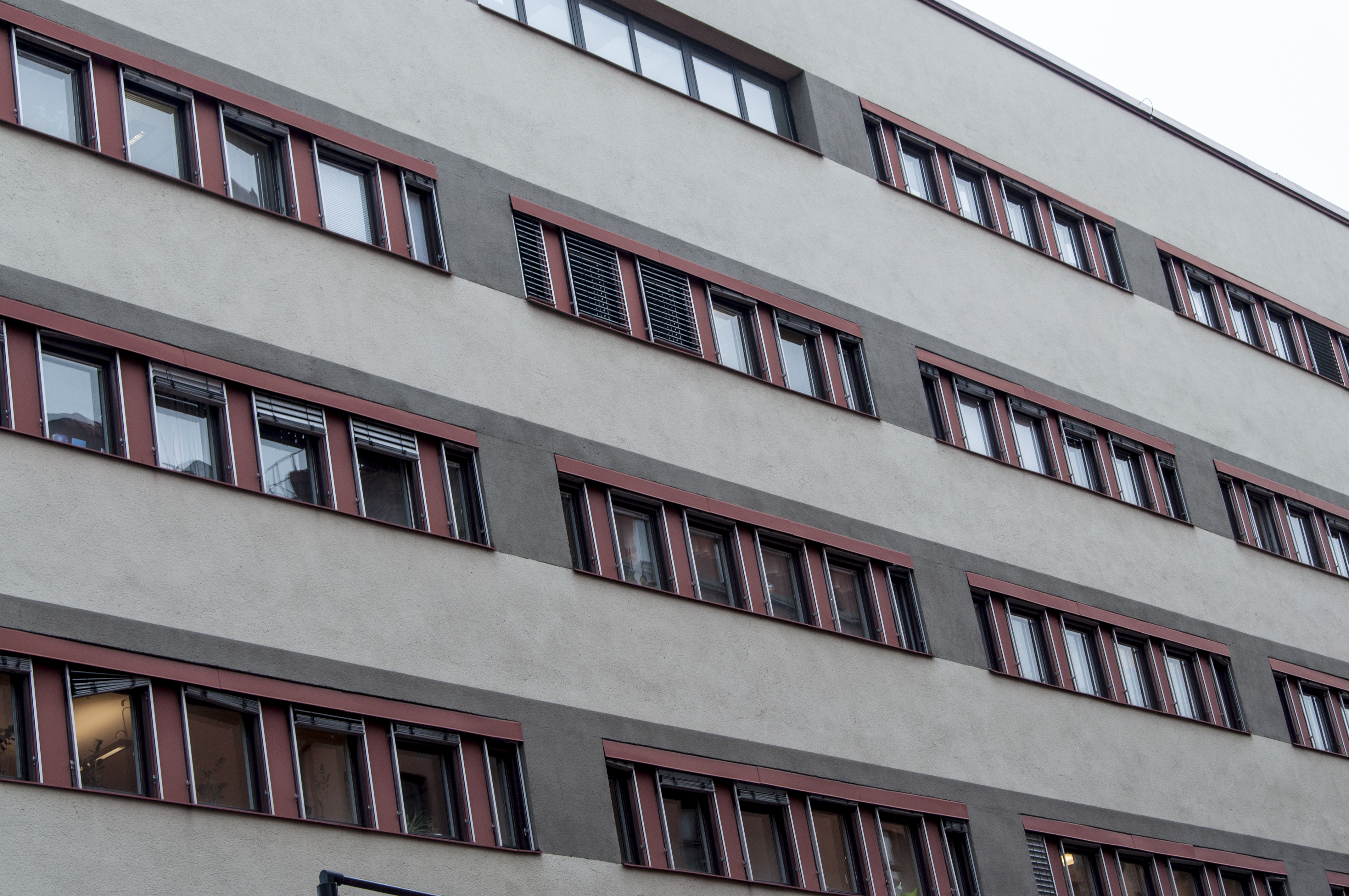